# 세계 체조 선수권 대회
세계 체조 선수권 대회(Gymnastics World Championships)는 다음과 같은 대회들을 통틀어 가리킨다. 국제 체조 연맹(IFG)이 주관하는 5가지 종목과, 국제 단체 미적체조 연맹(IFAGG)이 주관하는 한 가지 종목이 있다.

## 대회
| 주관                    | 종목            | 대회                             | 첫 대회 | 대회 주기                               |
| 국제 체조 연맹          | 기계 체조       | 세계 기계 체조 선수권 대회       | 1903    | 매년, 단 하계 올림픽이 열리는 해는 제외 |
| 국제 체조 연맹          | 리듬 체조       | 세계 리듬 체조 선수권 대회       | 1963    | 매년, 단 하계 올림픽이 열리는 해는 제외 |
| 국제 체조 연맹          | 트램펄린        | 세계 트램펄린 선수권 대회        | 1964    | 매년, 단 하계 올림픽이 열리는 해는 제외 |
| 국제 체조 연맹          | 아크로바틱 체조 | 세계 아크로바틱 체조 선수권 대회 | 1974    | 짝수 해                                 |
| 국제 체조 연맹          | 에어로빅 체조   | 세계 에어로빅 체조 선수권 대회   | 1995    | 짝수 해                                 |
| 국제 단체 미적체조 연맹 | 단체 미적체조   | 세계 단체 미적체조 선수권 대회   | 2000    | 매년                                    |

## 같이 보기
- 올림픽 체조